# شبه‌جزیره کره
شبه‌جزیره کره شبه جزیره‌ای واقع در شمال شرقی آسیاست. این شبه جزیره به دو قسمت کره شمالی و کره جنوبی تقسیم می‌شود.

## تاریخچه

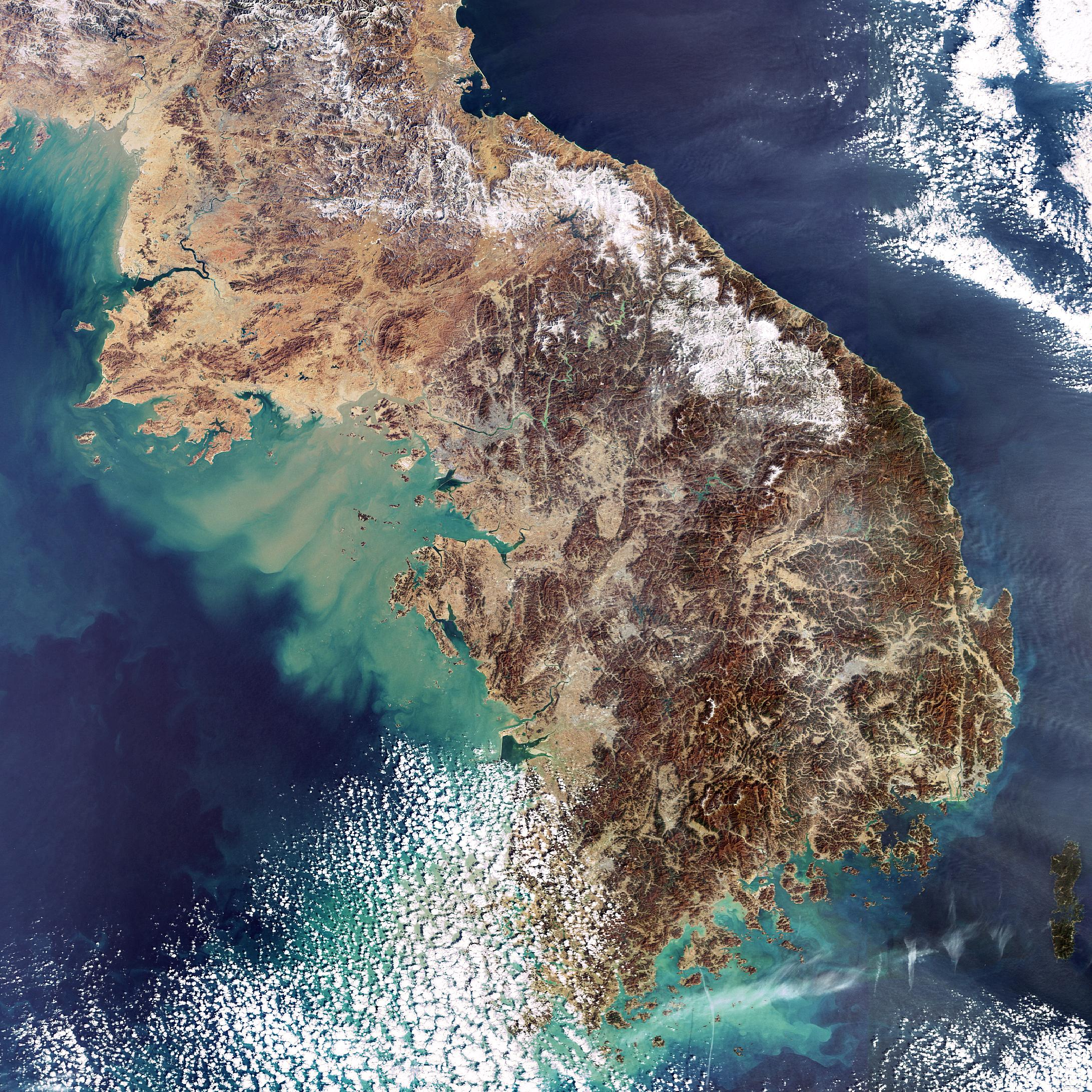
شبه جزیره کره، که در تصویر گرفته شده توسط انویست در ۱۱ فوریه ۲۰۰۷ مشخص شده است. این شبه جزیره به دو کشور تقسیم می شود؛ جمهوری دموکراتیک خلق کره (کره شمالی) و جمهوری کره (کره جنوبی). پایتخت کره شمالی، پیونگ یانگ، بر روی رودخانه ته‌دونگ واقع شده است (توده آبی تیره آبی که در سمت چپ بالای تصویر در حال تخلیه به دریای زرد دیده می شود). پایتخت کره جنوبی، سئول، در ساحل غربی در شمال غربی کشور به رنگ سبز روشن دیده می شود.

سلسله گوجوسون که به عنوان اولین سلسله در کره ظهور کرد که حکومتی بزرگ و باشکوه محسوب می‌شود. گوجوسان بعدها پس از هزاران سال توسط ارتش امپراتوری هان نابود گردید.
پس از سقوط گوجوسان اتحادیه‌های بیون‌هان، ماهان و جین‌هان در کره حکومت می‌کردند.
بعدها در سال‌های ۱۰۰ میلادی کشورهای گوگوریو، شیلا، باکجه و گایا کشورهای‌ خود را گسترش دادند. بکجه را ماهان، جین هان را شیلا و بیون هان را گایا از بین بردند و در کره ظاهر شدند، گوگوریو نیز در شمال کره در حال گسترش قلمرو خود بود.
در قرن چهارم میلادی بکجه، در قرن پنجم گوگوریو و در قرن ششم شیلا به شکوفایی رسیدند این سه پادشاهی فراز و نشیب های زیادی در طول تاریخ به خود دیدند. در دوران پادشاه گون چوگو بکجه به اوج قدرت رسید و توانست شیلا را تابع خود ساخته، پایتخت گوگوریو را مورد تاخت و تاز قرار داده و بر اکثر شمال شبه جزیره و تمام جنوب آن و حتی بخشهایی از منچوری که سابقا برای گوگوریو بودند را تسخیر نماید و حتی مستعمرات و مراکزی در جزایر حوالی ژاپن و چین با نیروی دریایی قدرتمند خود برپا سازد که زمینه ساز نزدیکی بسیاری به ژاپنی‌ها شد بطوریکه در تاریخ کره این حجم از تبادلات مختلف و نزدیکی با ژاپن دیگر به‌وجود نیامد، ژاپنی‌ها بخش اعظم تجارتشان قرنها با بکجه صورت گرفت و خاندانهای دورگه بسیاری حتی زمانی از خاندان سلطنتی پدید آمد؛ گوگوریو در اوایل قرن پنج با به سلطنت رسیدن گوانگتوی بزرگ به اوج قدرت رسید او توانست تمامی همسایگان استپ نشین شرق و شمال و شمالغرب گوگوریو را یا شکست داده یا تحت سلطه درآورد سپس او بکجه را درهم کوبید و تمام دستاوردهای گون چوگو از دست رفت پس از آن شیلا که تحت یورش سنگینی از جانب بکجه و ژاپنی‌ها بود را با گسیل ارتش خود نجات داد و حیات آن را تضمین نمود و شیلا و بکجه خراجگزار و تابع گوگوریو شدند و به‌مدت بیش از یک قرن سه پادشاهی متحد گردید. پس از مرگ پسر گوانگتو گوگوریو از مقام امپراتوری افول و دوباره یک پادشاهی شد؛ شیلا در سلطنت جین هونگ در جریان پیمان شکنی خود در نبردهای رود هان توانست بر قلب شبه جزیره تسلط یابد این امر مستوجب رشد و تکامل این شبه کشور به یک پادشاهی پس از پانصد سال برای اولین بار شد، آنان از سیطره گوگوریو درآمدند و با چین ارتباط مستقیم برقرار نمودند. اوج قدرت شیلا پس از تسلط بر اکثر شبه جزیره تا مرز پیونگ یانگ تلقی می‌شود؛ پس از دویست سال از اتحاد شبه جزیره توسط شیلای متحد این پادشاهی به‌علل ظلم و انحطاط گسترده‌ و بی سابقه‌ی اشراف در اواخر حکومت آن دچار جنگهای داخلی و شورشهای تمام نشدنی گردید، پس از دهه‌ها پیکار و جنگ بین گروه‌های مختلف درنهایت ته‌جو وانگ گان به هدف خود یعنی احیای گوگوریو دست یافت و شیلا در ۹۳۵ میلادی محو شد؛ فرمانروایان بعدی گوریو از پیونگ یانگ فراتر رفتند و بخشی از مردم بالهه (پادشاهی دیگری که خود را جانشین گوگوریو می‌دانست و در همان سالها همزمان با شیلا توسط خیتان نابود گردید) به گوریو کوچ کردند و ساکن شدند.
سیاست خراجگذاری و تابعیت چین در دوران پادشاه موییل از شیلا پایه‌گذاری شده بود و تا قرن نوزدهم توسط چوسان نیز ادامه پیدا کرد و شامل بندهای متعددی بود؛دو پادشاهی گوریو و چوسان به‌مدت هزار سال بر شبه جزیره کره حکمرانی کردند و در این هزار سال باوجود حملات ژاپن در قرن شانزدهم و چین در قرن یازدهم و هفدهم و مغولان در قرن سیزدهم و چهاردهم ، مردم در اکثر مواقع در صلح بودند در برهه‌هایی از صلح زندگی تقریباً پر رونق و کامیاب و مواقعی دیگر به‌ویژه در قرن چهاردهم و نوزدهم توام با ستم شدید و قیامهای فرسایشی بزرگ و کوچک بود. از نظر آئین و سبک زندگی و فناوری و اقتصاد و معماری و تقریباً تمامی عناصر نیز کره کاملاً به سلسله‌های چینی وابسته بود و تقریباً تمامی کالاهای غیرکشاورزی و نظامی خود را از چین می‌گرفت و حتی قصر پادشاهی نیز توسط چینی‌ها ساخته می‌شد. کره به‌مدت سیزده قرن به‌عنوان پادشاهی زیردست و از دیدگاه سیاسی چین به‌عنوان یکی از ایالت‌های خود بشمار می‌رفت تا اینکه ژاپنی ها آن را مستقیماً به‌مدت قریبا نیم قرن اشغال ساختند و پس از آن ارتش ایالات متحده‌ی آمریکا و ارتش اتحاد جماهیر شوروی از جنوب و شمال ژاپنی‌ها را بیرون کردند و جنگ کره که حداقل یک سوم کل جمعیت کل کره و تقریبا تمامی زیرساختهای هردو را از بین برد نیز نتوانست مانع از تقسیم ملت کره به دو کشور گردد و ستیز و سلطه بر هر دو کشور توسط ابرقدرتها تا امروز نیز همچنان ادامه دارد.